# حافظ چه می‌گوید؟ (کتاب هومن)
حافظ چه می‌گوید؟ کتابی از محمود هومن است که نویسنده در آن به شرح و تفسیر اشعار حافظ می‌پردازد.

## نقد
داریوش آشوری این کتاب را اولین کتابی می‌داند که در تفسیر اشعار حافظ به معنای مدرن نوشته شد.